# Kiesgeprägter Strom

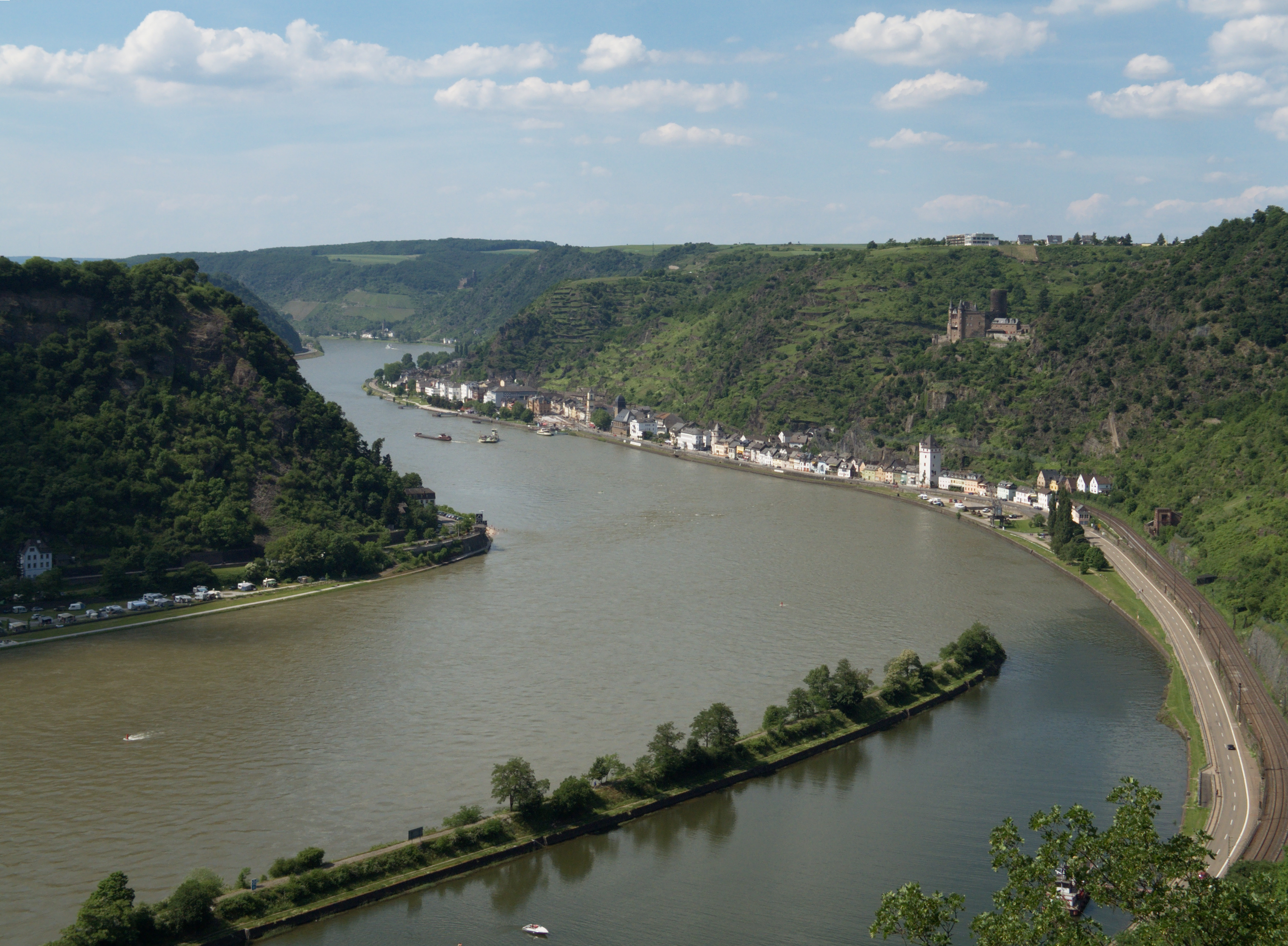
Der Mittelrhein bei Sankt Goarshausen

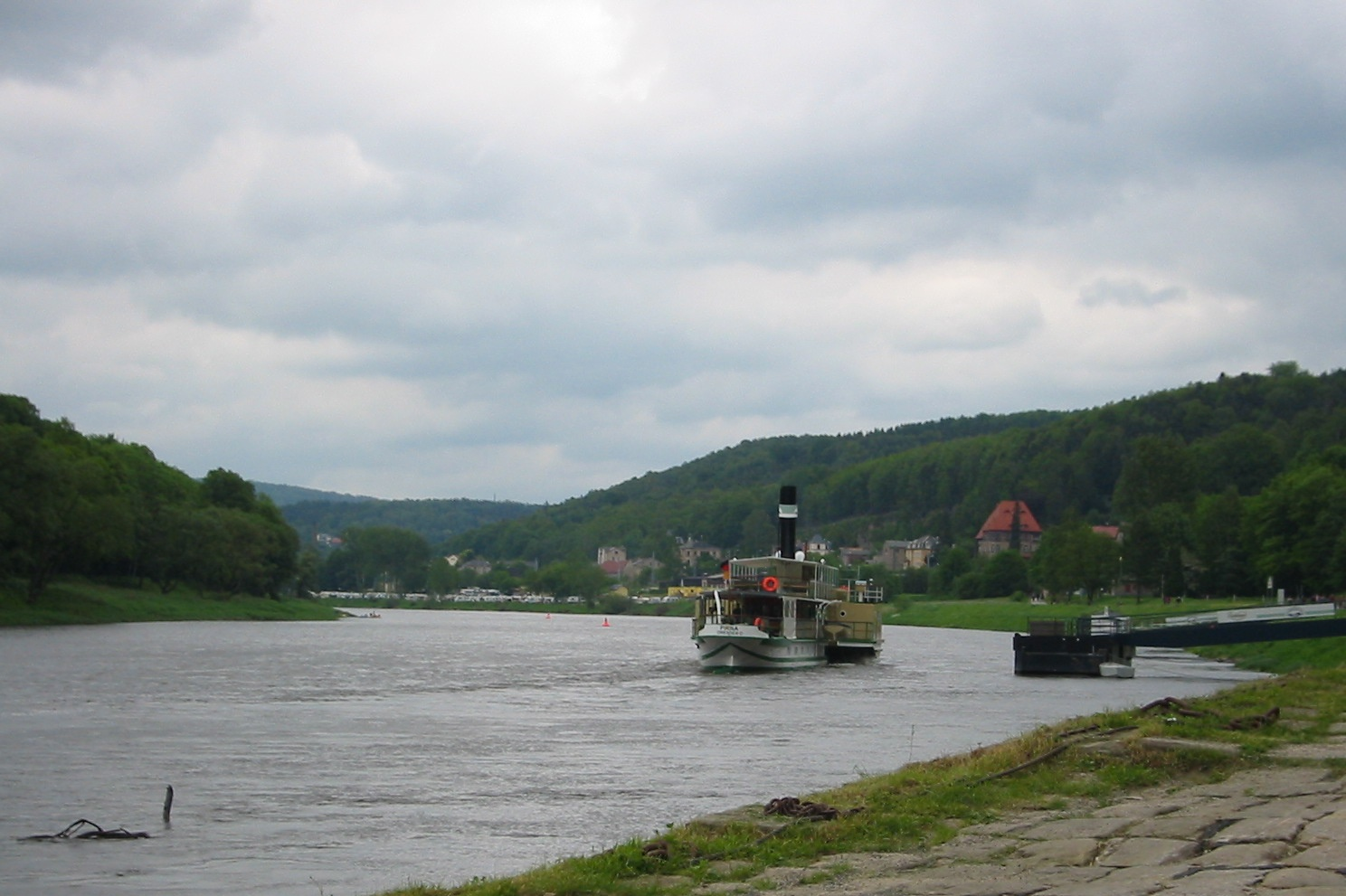
Die Elbe bei Königstein

Der Kiesgeprägte Strom (Typ 10) zählt zu den von der Bund/Länder-Arbeitsgemeinschaft Wasser festgelegten Fließgewässertypen der Mittelgebirge.

## Gewässerstruktur
Kiesgeprägte Ströme sind große Flüsse mit einem Einzugsgebiet über 10000 km². Sie verlaufen rasch strömend in engen beziehungsweise unterschiedlich schnell strömend in breiten Tälern, wobei dann auch breite Überschwemmungsauen mit Mehrbettgerinnen möglich sind. Auch Strukturen wie Furten, Inseln und Aufspaltungen des Flusslaufs sind vergleichsweise häufig. Die Sohle besteht hauptsächlich aus Kies mit geringen Anteilen Sand. Totholz, meist in Form umgekippter Bäume, ist jedoch natürlicherweise reichlich vorhanden.

## Flora und Fauna
An Wirbellosen sind sowohl weidende als auch sedimentfressende Formen vorhanden. Beispiele sind die Bachmuschel, Eintagsfliegen, die Kleine Zangenlibelle, die Grundwanze oder verschiedene Köcherfliegenlarven. Die Fischgemeinschaft ist wie die der Wirbellosen artenreich, es kommen Arten wie Barbe, Döbel oder Ukelei neben Stillgewässerarten der Auengewässer und saisonal auftretenden Wanderfischen wie dem Atlantischen Lachs im Rhein vor. Im Donaugebiet sind einige endemische Arten wie Huchen oder Zingel zu finden.
Im Uferbereich der Ströme kommen verschiedene Wasserpflanzen wie das Durchwachsene Laichkraut, der Flutende Hahnenfuß oder das Ährige Tausendblatt vor. In Flüssen mit geringer Abflussspende ist auch Plankton reichlich vorhanden.

## Beispiele
- Ober- und Mittelrhein
- Obere Elbe
- Obere Donau
- Main